# Vladimir Dmitrievič Dudincev
Vladimir Dmitrievič Dudincev, in russo Владимир Дмитриевич Дудинцев? (Kup"jans'k, 29 luglio 1918 – Mosca, 23 luglio 1998), è stato uno scrittore russo.
Compì gli studi a Mosca laurandosi in giurisprudenza. Dal 1933 collaborò con alcune Case editrici di Stato. Arruolatosi durante la Seconda guerra mondiale, nel 1942 fu ferito nei pressi di Leningrado. Nell'immediato dopoguerra iniziò a lavorare come saggista alla Komsomolskaja Pravda. Nel 1952 pubblicò U semi bogatyrej ("Dai sette paladini russi").
Nel 1956, a seguito del secondo Congresso degli scrittori sovietici, iniziò il cosiddetto disgelo letterario. In questo contesto Dudincev pubblicò il suo primo romanzo, Ne chlebom edynim, uscito in rivista nel 1956 (su Novyj Mir 8, 9,10) e in volume separato nel 1957, pubblicato in Italia con il titolo Non di solo pane (tradotto da Eridano Bazzarelli). Il romanzo, che mette in luce la corruzione e l'incompetenza del potere burocratico sovietico, diventa un caso letterario in patria e all'estero, suscitando grande scandalo nella classe dirigente, che presto provvede ad ostracizzarne l'autore. Nei quarant'anni che seguirono, fino alla morte avvenuta a  Mosca nel 1998, riuscirà a pubblicare solo un breve racconto, Novogodniaja skazka (1960), pubblicato in Italia con il titolo Storia di Capodanno (tradotto da Fausto Malcovati), e il romanzo Belye odezdy (1988), pubblicato in Italia con il titolo Vesti bianche nel 2021 dall'editore Besa Muci (tradotto da Anna Belozorovitch, ISBN 978-88-3629-196-0). 

## Fonti
- M. Colucci R. Picchio, Storia della civiltà letteraria russa, Dizionario-Cronologia, UTET, 1997. ISBN 88-483-0352-8